# مجموعه تپه‌های شاه بهرامی
مجموعه تپه‌های شاه بهرامی مربوط به دوران‌های تاریخی پس از اسلام است و در شهرستان شیراز، بخش کوار، روستای شاه بهرامی واقع شده و این اثر در تاریخ ۱۲ بهمن ۱۳۸۱ با شمارهٔ ثبت ۷۱۶۴ به‌عنوان یکی از آثار ملی ایران به ثبت رسیده است.